# Atalco
Atalco är en ort i Mexiko.   Den ligger i kommunen Huejutla de Reyes och delstaten Hidalgo, i den sydöstra delen av landet, 200 km norr om huvudstaden Mexico City. Atalco ligger 220 meter över havet och antalet invånare är 501.
Terrängen runt Atalco är huvudsakligen kuperad, men åt nordost är den platt. Runt Atalco är det ganska tätbefolkat, med 199 invånare per kvadratkilometer. Närmaste större samhälle är Huejutla de Reyes, 6,0 km norr om Atalco. Omgivningarna runt Atalco är en mosaik av jordbruksmark och naturlig växtlighet.